# 杨逸 (北魏)
杨逸（500年—531年8月11日），字遵道，自称是恒农郡华阴县（今陕西省华阴市）人，北魏官员。

## 生平
杨逸有当世的才干气度，以员外散骑侍郎为起家官，因功获赐爵华阴县男，很快转任给事中，加宁远将军。当时杨逸的父亲杨津在定州中山城，被六镇的叛军围逼，杨逸请求朝廷自己出使秀容，向尔朱荣请求援助，魏孝明帝元诩答应了，任命杨逸为正员郎，三次任命杨逸都没有接受。
建义初年，元子攸还在河阳时，杨逸独自前往拜谒，元子攸特别任命杨逸为给事黄门侍郎，兼领中书舍人。等到河阴之变发生，朝官遭到滥杀，魏孝庄帝更加忧伤恐惧，诏令杨逸昼夜陪伴，数日之内，杨逸经常睡在皇帝床前。魏孝庄帝曾经半夜对杨逸说：“昨天以来，举目只见异族，幸亏你在，略可自我安慰。”
杨逸很快出任吏部郎中，出任使持节、平西将军、南秦州刺史，加散骑常侍。杨逸当年才虚龄二十九岁，在当时任刺史的人中最为年轻。因为路途被阻，杨逸没能赴任，改任平东将军、光州刺史。杨逸屈己敬人尽力安抚，心在政务，有时日偏未食，夜半未睡。至于士兵和百姓服役，杨逸一定亲自送行，有时在大风烈日中，暴雨冰雪下，一般人都不能忍受那份辛苦，杨逸却从无疲倦的神态。杨逸又是法令严明，宽大与严厉兼施，因此全境敬服，没有人敢违抗政令。当时连年灾荒，许多人饿死。杨逸想用仓库中的粮食赈济灾民，但是掌管者害怕受惩罚不敢施行。杨逸说：“国家以人民为本，人民以粮食为命，百姓不能富足，君主又怎能富足？假如因此获罪，使我所甘心的事。”杨逸于是发放仓中粟米，然后申报朝廷。右仆射元罗以下官员认为国家仓储不能缺，都坚决不同意。尚书令、临淮王元彧认为应该借贷给两万斛粮食，魏孝庄帝诏令发放五万斛。杨逸贷出粮食后，对于老幼残疾生活不能自理的人，又在州城门处煮粥供给他们，救济将要饿死的人以万计数。魏孝庄帝听说后很赞赏。杨逸的为政热爱百姓，很憎恶强横狡猾的人，就四处派出侦查人员。杨逸的部属到郡县出差，都自带粮食，有人为他们置办饮食，即便在暗室，这些人终究不肯进食，都说杨刺史有千里眼，哪里可以欺骗他。杨逸在光州的政绩十分突出。
等到杨家遭遇祸难，尔朱仲远派遣使者到光州，使者于普泰元年七月十三日（531年8月11日）将杨逸杀死，杨逸时年虚龄三十二岁。官吏百姓如同亲戚去世，城镇村落都为他置办斋供，一月之间，到处不停。太昌元年，朝廷赠予杨逸使持节、都督豫郢二州诸军事、尚书仆射、卫将军、豫州刺史，谥号贞，太昌元年十一月十九日（532年12月31日）归葬太傅杨津墓旁。

## 家庭

### 十二世祖
- 杨震，东汉太尉[1]

### 祖父
- 杨懿，洛州刺史、弘农简公[1]

### 父亲
- 杨津，大将军、太傅、司空[1]

### 兄弟姐妹
- 杨遁，北魏征东将军、金紫光禄大夫
- 杨谧，北魏卫将军、金紫光禄大夫、弘农伯
- 杨愔，北齐特进、开府仪同三司、骠骑大将军、尚书令、开封王
- 杨岐，吕州刺史
- 杨氏，嫁北齐扬州刺史郭元贞